# Doctoraat

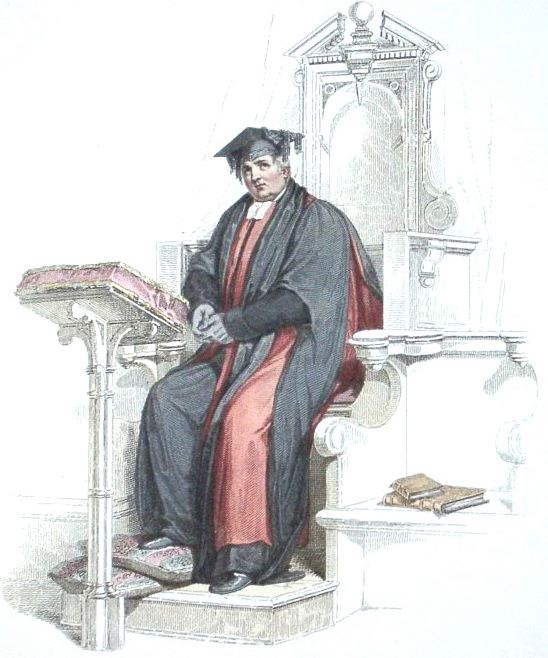
Aquatint van een Doctor of Divinity aan de Universiteit van Oxford. Uit Rudolph Ackermanns History of Oxford, 1814.

Het doctoraat is de hoogste graad die aan een universiteit behaald kan worden. De bijbehorende titel is doctor of dr. Het behalen van een doctoraat heet promotie, en de persoon die dat doet heet (in Nederland) promovendus/promovenda of (in België) doctorandus. De benaming is afgeleid van het Latijnse gerundivum dat "hij die moet promoveren/doctoreren" betekent.
Het doctoraatsdiploma ofwel de promotiebul wordt verkregen na de geslaagde verdediging van een proefschrift. Dit is een origineel wetenschappelijk werk waaraan doorgaans meerdere jaren is gewerkt. Het doctoraatsdiploma kan ten vroegste drie jaar na aanvang van het promotieonderzoek worden behaald. In de praktijk neemt het wetenschappelijk onderzoek vaak vier tot zes jaar in beslag. Meestal is de promovendus in die periode aangesteld aan een universiteit of bij een wetenschappelijke instelling, op contract, met een beurs of met een aanstelling als assistent aan de universiteit.
Het doctoraat moet niet verward worden met het doctoraalexamen, het afsluitende academisch examen dat in Nederland leidt tot
de graad van master, voorheen tot doctorandus (drs.) of Ingenieur (ir.).

## Eredoctoraat
Een doctoraat kan ook toegekend worden voor bijzondere verdienste, zonder dat de kandidaat een wetenschappelijk werk moet verdedigen. Men spreekt dan van een eredoctoraat (doctoratus honoris causa).

## Doctoraat in de kunsten
Sinds 2004 is het in Vlaanderen, en sinds 2010 ook in Nederland, mogelijk voor kunstenaars en ontwerpers om een doctoraat in de kunsten te behalen. Het doctoraat in de kunsten wordt behaald op basis van een artistieke prestatie, aangevuld met een reflectie op het werkproces door de doctorandus (mogelijk, maar niet noodzakelijk, onder de vorm van een proefschrift).